# ウパーリ経
『ウパーリ経』（ウパーリきょう、巴: Upāli-sutta, ウパーリ・スッタ）とは、パーリ仏典経蔵中部に収録されている第56経。漢訳表現で『優波離経』（うはりきょう）とも。
類似の伝統漢訳経典としては、『中阿含経』（大正蔵26）の第133経「優婆離経」がある。
釈迦がジャイナ教徒ウパーリに仏法を説き、彼が仏教へと帰依する様を描く。

## 構成

### 登場人物
- 釈迦
- ディーガタパッシン - ジャイナ教徒
- ウパーリ - ジャイナ教徒（仏教へ転向）
- ニガンタ・ナータプッタ - ジャイナ教教祖

### 場面設定
ある時、釈迦は、マガダ国ナーランダのパーヴァーリカンバ林に滞在していた。
そこにジャイナ教徒のディーガタパッシンが訪れ、三業（身口意）の内、どれが最も重要か釈迦と意見を交わす。（ディーガタパッシン（ジャイナ教）は「身」、釈迦（仏教）は「心」）。
帰ってきたディーガタパッシンからその話を聞いたウパーリは、釈迦を言い負かそうと釈迦を訪ね、その内容を問い質す。釈迦はそれを説き伏せ、ウパーリは三宝への帰依を誓う。
そのことを聞きつけたジャイナ教教祖ニガンタ・ナータプッタが乗り込んでくるが、ウパーリに反論されて苦悶する。

## 日本語訳
- 『南伝大蔵経・経蔵・中部経典2』（第10巻） 大蔵出版
- 『パーリ仏典 中部（マッジマニカーヤ）中分五十経篇I』 片山一良訳 大蔵出版
- 『原始仏典 中部経典2』（第5巻） 中村元監修 春秋社